# David Toscana
Pour les articles homonymes, voir Toscana (homonymie).
David Toscana, né le 7 novembre 1961 à Monterrey (Nuevo León), est un écrivain mexicain.

## Biographie
Il fait des études d’ingénieur à l'Institut de technologie et d'études supérieures de Monterrey, profession qu’il exercera pendant dix ans. Il commence à écrire à vingt-neuf ans, passage à l’écriture dont on trouve un écho autobiographique dans Un train pour Tula. En 1994 il a fait partie de l'International Writers Program de l'Université de l'Iowa, et, en 2003, du Berliner Künstlerprogramm. Il vit aujourd’hui entre Monterrey et Varsovie.

## Le romancier
Marqué par l’influence des classiques espagnols, Cervantes et Calderon de la Barca, et par des écrivains latino-américains comme Juan Carlos Onetti et José Donoso, David Toscana est l'auteur de huit romans et d'un recueil de nouvelles. Identifié dans son pays comme un des écrivains du Nord ou de la Frontière, qui sépare le Mexique des États-Unis, il est considéré comme l’un des meilleurs romanciers mexicains. En rupture avec les auteurs du xxe siècle marqués par le réalisme magique, comme Gabriel García Márquez ou Alejo Carpentier, David Toscana estime que la réalité, poussée jusque dans ses limites, est assez étrange pour être une source infinie de surprise et parler à l’imagination. Ses personnages ont quelque chose de théâtral : ils expriment avec violence les passions humaines, dans ce qu’elles ont de plus essentiel. En quête d’aventures, souvent chimériques, ils se situent dans le sillage de don Quichotte et contribuent au travail de démythification de l’histoire, auquel se livre l'auteur.
Cette œuvre fait aussi preuve d’une remarquable inventivité narrative, dans l’art de tisser différents fils narratifs et de fondre le dialogue dans le récit, comme pour mieux souligner le refus de toute frontière entre la réalité des faits et l’imaginaire qui nourrit le dialogue intérieur.
Il remporte les prix Colima, Fuentes Mares et Antonin Artaud France-Mexique en 2009 pour El último lector. En 2008, il reçoit le prix Casa de las Americas de Narrativa José María Arguedas pour L'Armée illuminée (El ejército iluminado).
Son œuvre est aussi traduite en anglais, allemand, arabe, grec, italien, malayalam, polonais, portugais, serbe, slovaque, turc et suédois.

## Œuvre

### Romans
- Las bicicletas (1992)
- Estación Tula (1995) Publié en français sous le titre Un train pour Tula, traduit par François-Michel Durazzo, Paris, Éditions Zulma, 2010 (ISBN 978-2-84304-522-6)
- Santa María del Circo (1998)
- Duelo por Miguel Pruneda (2002)
- El último lector (2005) Publié en français sous le titre El último lector, traduit par François-Michel Durazzo, Paris, Zulma, 2008 (ISBN 978-2-84304-467-0) ; réédition, Paris, Zulma, coll. « Z/a » no 1, 2013 (ISBN 978-2-84304-628-5)
- El ejército iluminado (2006) Publié en français sous le titre L'Armée illuminée, traduit par François-Michel Durazzo, Paris, Zulma, 2011 (ISBN 978-2-84304-574-5)
- Los puentes de Königsberg (2009)
- La ciudad que el diablo se llevó (2012)
- Evangelia (2016) Publié en français sous le titre Evangelia, traduit par Inés Introcaso, Paris, Zulma, 2010 (ISBN 978-2-84304-522-6)
- Olegaroy (2017)

### Recueil de nouvelles
- Historias del Lontananza (1997)

L'une de ces nouvelles a été incluse dans Nouvelles du Mexique (Magellan 2009) : Collectif : Juan Villoro, Fabrizio MejÍa Madrid, David Toscana, Fabio Morabito, Álvaro Uribe